# Mindhunters
Mindhunters är en action/thrillerfilm från 2004, i regi av Renny Harlin, med bland andra Christian Slater, Val Kilmer och LL Cool J i rollerna.

## Rollista
| LL Cool J           | – Gabe Jensen   |
| Jonny Lee Miller    | – Lucas Harper  |
| Kathryn Morris      | – Sara Moore    |
| Patricia Velásquez  | – Nicole Willis |
| Clifton Collins Jr. | – Vince Sherman |
| Eion Bailey         | – Bobby Whitman |
| Will Kemp           | – Rafe Perry    |
| Val Kilmer          | – Jake Harris   |
| Christian Slater    | – J.D. Reston   |